# Calephelis australis
Calephelis australis är en fjärilsart som beskrevs av Edwards 1877. Calephelis australis ingår i släktet Calephelis och familjen Riodinidae. Inga underarter finns listade i Catalogue of Life.